# Tier 1-netwerk
Onder een Tier 1-netwerk verstaat men een IP-netwerk (van een internet service provider), dat uitsluitend via peering met de rest van het internet gekoppeld is. Anders gezegd, een provider die aan geen enkele andere provider geld betaalt voor IP-transit.
Een kenmerk van vrijwel alle Tier 1-providers is dat ze zowel in Noord-Amerika als in Europa uitgebreide netwerken beheren en exploiteren.

## Definitie
Volgens de meest zuivere definitie peert een Tier 1-provider uitsluitend met andere Tier 1-providers. Hier kan men incidenteel van afwijken wegens strategische of netwerktechnische redenen. In de meeste gevallen moeten kleinere providers echter klant worden (IP-transit kopen) om een directe koppeling met die specifieke Tier 1 te kunnen realiseren. Als een provider IP-transit afneemt bij een Tier 1, dan wordt eerstgenoemde automatisch beschouwd als een Tier 2.
Er is geen officiële overkoepelende instantie die bepaalt of een provider wel of geen Tier 1 is. Daarom wordt de term ook weleens misbruikt uit marketing overwegingen. De achterliggende gedachte daarbij is dat een Tier 1-netwerk per definitie 'beter' zou zijn dan een Tier 2-netwerk. Dit hoeft echter niet altijd zo te zijn.

## Aantal
Het precieze aantal wereldwijde Tier 1-netwerken is moeilijk vast te stellen. De Tier 1-status van een zeer klein aantal (ongeveer vijf) providers is voor alle insiders onomstreden. Ten aanzien van een ander groepje providers (vijf à zeven) die zich ook op de Tier 1-status beroepen, bestaat bij sommigen twijfel over deze status. Providers tekenen namelijk bijna altijd onderlinge geheimhoudingsverklaringen, waardoor het lastig is om de precieze gang van zaken te weten te komen. Providers die vanuit marketingoverwegingen schermen met de Tier 1-status maar 'stiekem' toch IP-transit via een echte Tier 1 afnemen, hebben uiteraard ook geen belang bij openheid.

## Marktvorm
Om de status van Tier 1-netwerk te bereiken, moet een IP-netwerk per definitie met elke ander Tier 1-netwerk peeren. Het kleine groepje Tier 1-providers en bijna-Tier 1-providers heeft min of meer het karakter van een oligopolie, waarbij men elkaar goed in de gaten houdt, men nieuwkomers op de markt probeert te weren, en waarbij de actie van de ene Tier 1 bij andere Tier 1-providers sterke reacties kan uitlokken. Als bijvoorbeeld een Tier 1-provider veel meer verkeer op het netwerk van een andere Tier 1-provider 'dumpt' dan andersom, dan kan de laatste besluiten om de peering op te heffen of om alsnog geld te vragen, wat in feite betekent dat de 'dumpende' partij vervolgens niet langer als Tier 1 kan worden beschouwd.

## Geschiedenis en huidige betekenis
In het begin van het internet was er slechts één backbone, ARPANET geheten, in 1989 opgevolgd door NFSNET. Om het hele internet te bereiken, moest een IP-netwerk dus slechts uitsluitend aan die ene backbone gekoppeld zijn. Dit was feitelijk de enige Tier 1 die er toen was. Toen het internet begin jaren 90 een decentrale opzet kreeg, en ook commerciëler van aard werd, betekende dat voor providers dat een simpele koppeling met die ene backbone niet langer volstond. Om te zorgen dat hun klanten het hele internet konden bereiken, moesten kleinere providers voortaan bandbreedte gaan inkopen bij echte Tier 1-providers. Het kon toen nog weleens voorkomen dat een bepaald gedeelte van het internet vanuit een ander gedeelte niet te bereiken was.
Anno 2009 is de markt dermate volwassen, en de kwaliteit en opzet van alle IP-netwerken dermate gegroeid, dat het onderscheid tussen Tier 1- en Tier 2-netwerken behoorlijk aan belang heeft ingeboet. Volgens sommigen wordt het onderscheid zelfs kunstmatig in stand gehouden, louter vanuit marketingoverwegingen.